# Flühli
Flühli is een gemeente en plaats in het Zwitserse kanton Luzern en maakte deel uit van het district Entlebuch tot op 1 januari 2008 de districten van Luzern werden afgeschaft.
Flühli telt 1830 inwoners. De gemeente bestaat uit twee dorpjes (en parochies): Flühli en Sörenberg.
Sinds 1971 biedt een kabelbaan de mogelijkheid het hele jaar door vanuit het dorp Sörenberg de top van de Brienzer Rothorn te bereiken, met van daaruit in de winter toegang tot het skigebied van de Eisee. De kabelbaan werd in 2023 volledig vernieuwd, het restaurant en belevingscentrum aan het bergstation werden in de zomer van 2024 vernieuwd.

## Geboren
- Ida Schöpfer (1929-2014), alpineskiester, wereldkampioene en olympisch deelneemster

## Externe link

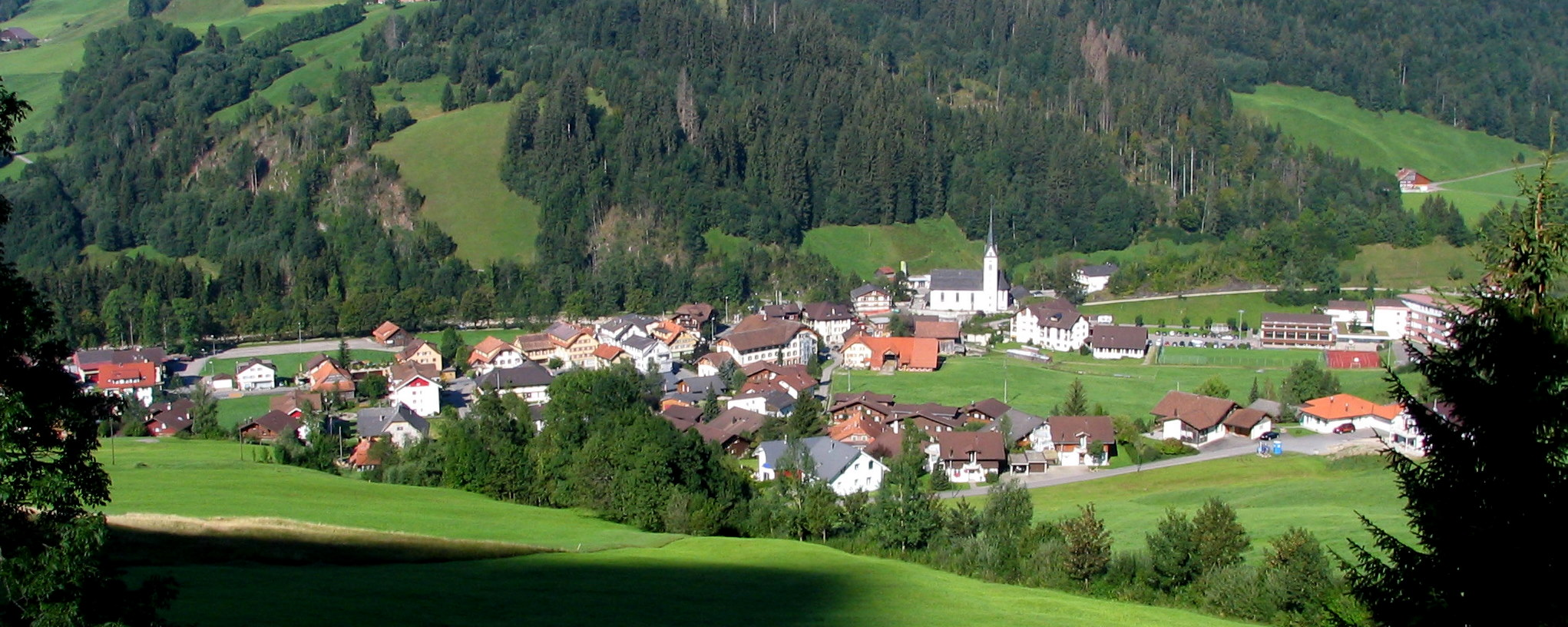
Flühli

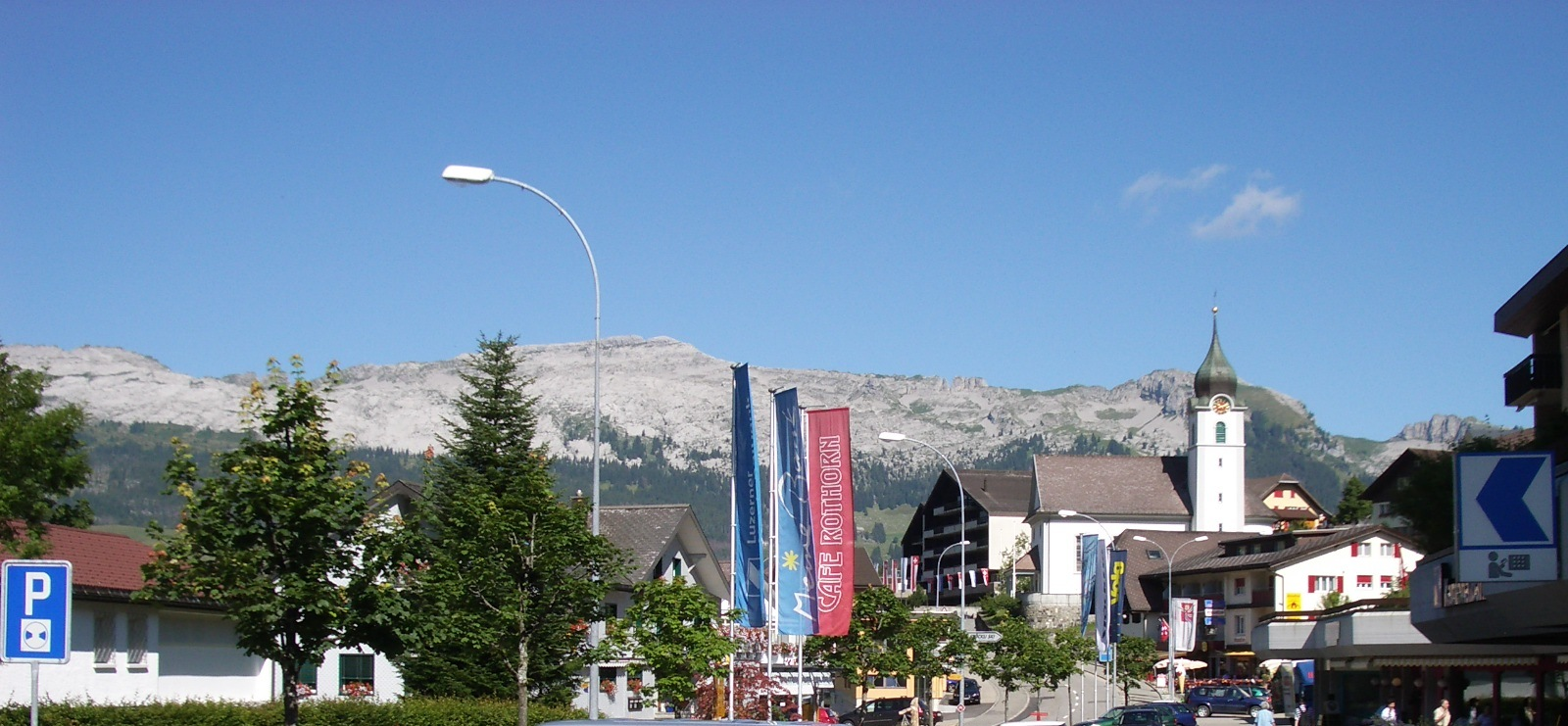
Sörenberg

## Overleden
- Ida Schöpfer (1929-2014), alpineskiester, wereldkampioene en olympisch deelneemster